# یواس‌اس سنتینل (ای‌ام-۴۱۲)
یواس‌اس سنتینل (ای‌ام-۴۱۲) (به انگلیسی: USS Sentinel (AM-412)) یک کشتی بود که طول آن ۱۸۴ فوت ۶ اینچ (۵۶٫۲۴ متر) بود.